# Serengeti (Distrikt)
Serengeti ist der größte Distrikt der Region Mara mit dem Verwaltungszentrum in Mugumu. Er grenzt im Norden an Kenia und an den Distrikt Tarime, im Osten an die Region Arusha, im Süden an die Region Simiyu und im Westen an die Distrikte Bunda und Butiama.

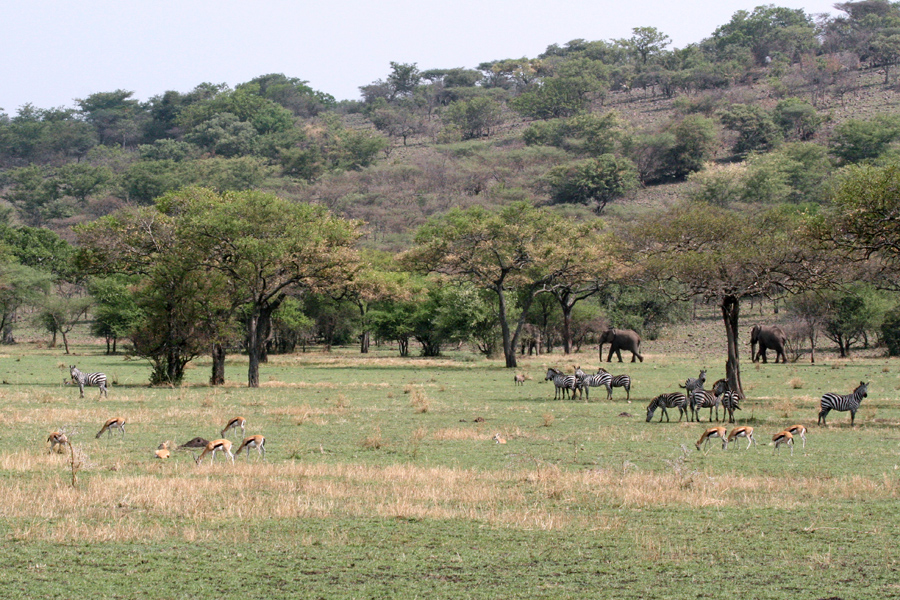
Gazellen, Zebras, Elefanten im Serengeti-Nationalpark

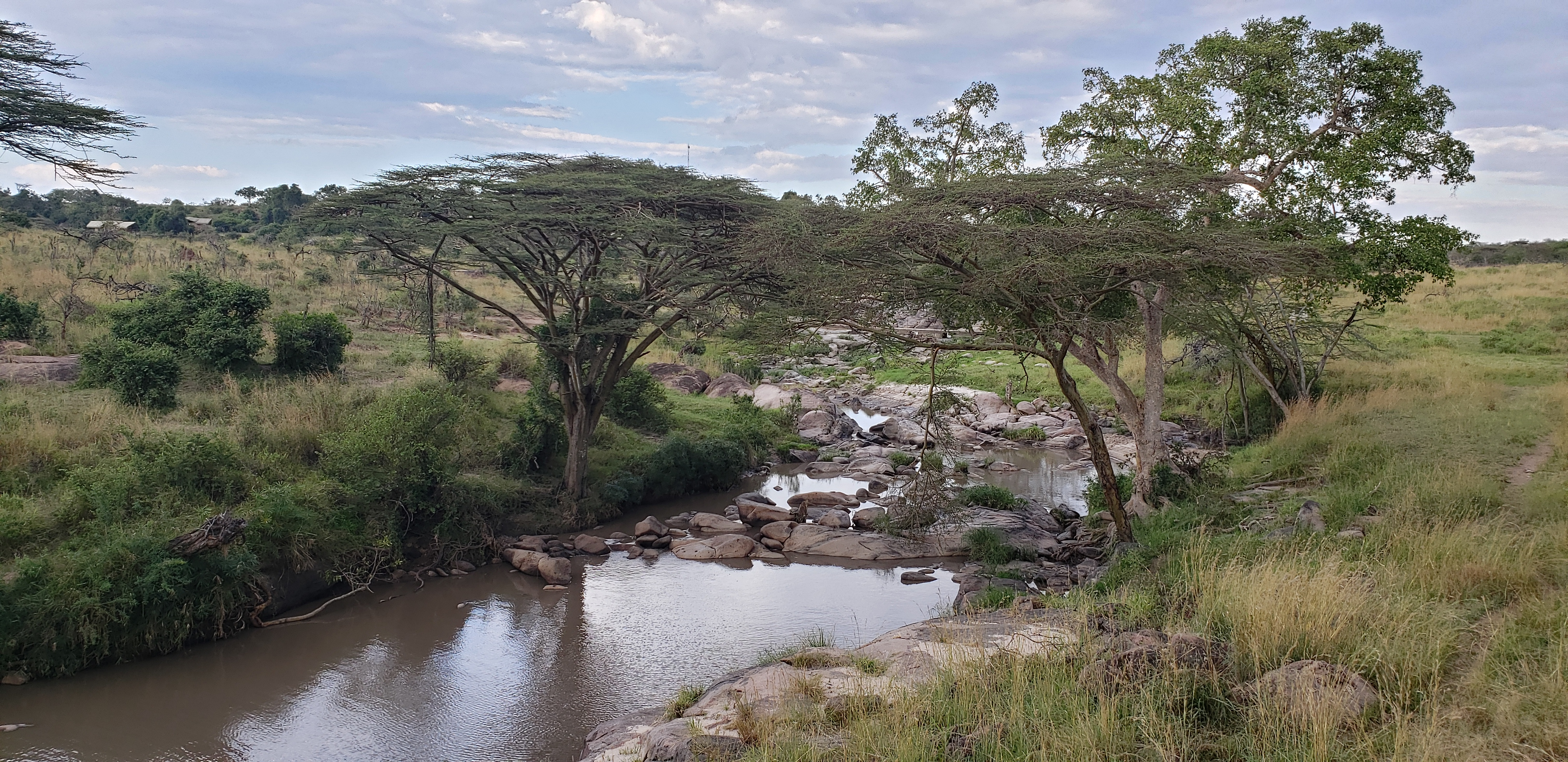
Der Fluss Grumeti im Serengeti-Nationalpark

## Geographie
Der Distrikt ist 10.373 Quadratkilometer groß und hat 340.349 Einwohner (Volkszählung 2022). Über 7000 Quadratkilometer entfallen auf den Serengeti-Nationalpark und die Wildreservate Ikorongo und Grumeti. In Serengeti gibt es vier Jahreszeiten: Eine Regenzeit mit kurzen Schauern von August bis Dezember, gefolgt von einer Trockenzeit. Eine Regenzeit mit stärkeren Niederschlägen dauert von Februar bis April, worauf wieder eine Trockenzeit folgt.
Das Klima ist nach der effektiven Klimaklassifikation ein tropisches Savannenklima (Aw). Das Land fällt von Osten nach Westen hin ab:
- Das Hochland im Osten hat eine Höhe zwischen 1800 und 1960 Meter, die Niederschläge liegen bei 1200 Millimetern im Jahr.
- Im Hügelland, das zwischen 1400 und 1800 Meter über dem Meer liegt, fallen jährlich 1000 bis 1200 Millimeter Regen.
- Die Ebene im Westen hat eine Seehöhe von 1200 bis 1400 Meter und es fallen 600 bis 1000 Millimeter Niederschläge.

In den Regenzeiten liegt die Durchschnittstemperatur bei 24 Grad Celsius, in den Trockenzeiten bei 26 Grad Celsius.

## Geschichte
Der Distrikt Serengeti wurde 1975 nach der Aufteilung des ehemaligen Distriktes Süd-Mara gegründet.

## Verwaltungsgliederung
Der Distrikt ist in vier Divisionen mit 30 Bezirken (Wards) gegliedert:
- Kenyamonta
- Busawe
- Kisaka
- Kebanchabancha
- Ring'wani
- Rung'abure
- Machochwe
- Kisangura
- Mugumu
- Ikoma
- Natta
- Issenye
- Rigicha
- Nyambureti
- Nyamoko
- Manchira
- Kyambahi
- Nyamatare
- Majimoto
- Magange
- Nyansurura
- Mosongo
- Sedeco
- Mbalibali
- Stendi Kuu
- Geitasamo
- Morotonga
- Uwanja wa Ndege
- Nagusi
- Matare

## Bevölkerung
| Die bekannteste Ethnie im Distrikt sind die Massai, die trotz westlicher kultureller Einflüsse ihre halbnomadische Lebensweise und ihre Traditionen teilweise erhalten haben. Andere Ethnien im Distrikt sind die Waikoma, Wakuria, Wasukuma, die vom Ackerbau leben aber auch einen kleinen Viehbestand haben. Die Alphabetisierungsrate der über Fünfzehnjährigen stieg von 63 Prozent im Jahr 2002 auf 76 Prozent im Jahr 2012, bei Männern von 78 auf 83 und bei Frauen von 57 auf 67 Prozent. Von den über Fünfjährigen konnten 54 Prozent swahili lesen und schreiben, ein Prozent nur englisch und neun Prozent swahili und englisch. Im Jahr 2022 lebten 340.349 Menschen in 62.000 Haushalten. Bevölkerungsentwicklung: \| Volkszählung \| Einwohner \| \| ------------ \| --------- \| \| 1988 \| 111.689 \| \| 2002 \| 176.057 \| \| 2012 \| 249.420 \| \| 2022 \| 340.349 \| | Hier fehlt eine Grafik, die leider im Moment aus technischen Gründen nicht angezeigt werden kann. Wir arbeiten daran! |
| Volkszählung | Einwohner |
| 1988 | 111.689 |
| 2002 | 176.057 |
| 2012 | 249.420 |
| 2022 | 340.349 |

## Einrichtungen und Dienstleistungen
| Im Jahr 2015 gab es im Distrikt 106 Grundschulen und 24 weiterführende Schulen. 32 Prozent der über Fünfjährigen besuchten eine Schule, acht Prozent waren ohne Abschluss ausgeschieden, 34 Prozent hatten einen Schulabschluss und 26 Prozent hatten keine Schule besucht (Stand 2012). Im Distrikt gab es ein Krankenhaus, zwei Gesundheitszentren und 49 Apotheken (Stand 2015). | Hier fehlt eine Grafik, die leider im Moment aus technischen Gründen nicht angezeigt werden kann. Wir arbeiten daran! |

### Wasser
Der Wasserbedarf für Menschen und Tiere beträgt 42.000 Kubikmeter pro Tag. Derzeit können 24.000 Kubikmeter zur Verfügung gestellt werden. Vierzig Prozent der Haushalte im Distrikt haben innerhalb von 400 Metern Zugang zu Wasser (Stand 2018).

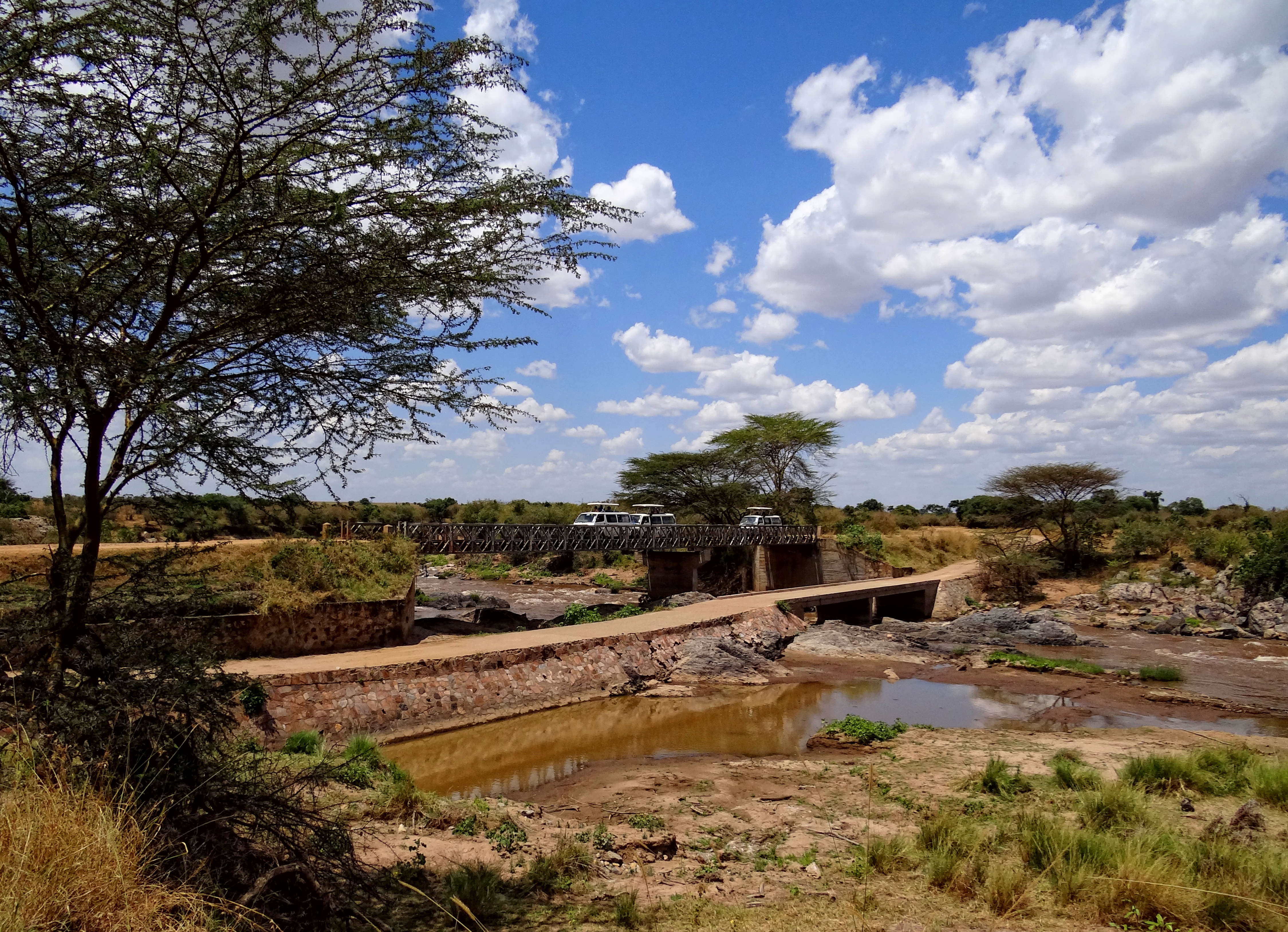
Brücken über den Fluss Mara

## Wirtschaft und Infrastruktur
Im Jahr 2012 waren 60 Prozent der über Zehnjährigen erwerbstätig, 20 Prozent arbeiteten im Haushalt, 13 Prozent waren Schüler oder Studenten, 3 Prozent arbeitslos und 4 Prozent nicht arbeitsfähig. 58 Prozent der Haushalte besaßen ein Radio, sieben Prozent einen Fernseher, 60 Prozent hatten ein Mobiltelefon und ein Prozent ein Auto.
| Neunzig Prozent der Bevölkerung leben von der Landwirtschaft. Die Hauptanbaufrüchte sind Maniok, Mais, Hirse und Süßkartoffel. In geringem Umfang werden auch Baumwolle, Bohnen und Tabak angebaut. Als Nutztiere wurden im Jahr 2012 17.000 Rinder, 15.000 Ziegen, 10.000 Schafe und 24.000 Geflügel gehalten. | Hier fehlt eine Grafik, die leider im Moment aus technischen Gründen nicht angezeigt werden kann. Wir arbeiten daran! |

### Bergbau
An mineralischen Rohstoffen werden Kalkstein in Nyigoti, Schiefer in Marasomoche und Gips in Robanda abgebaut. Goldvorkommen gibt es in Nyigoti, Ring’wani, Borenga und Majimoto, in Majimoto wird auch Helium gefunden.

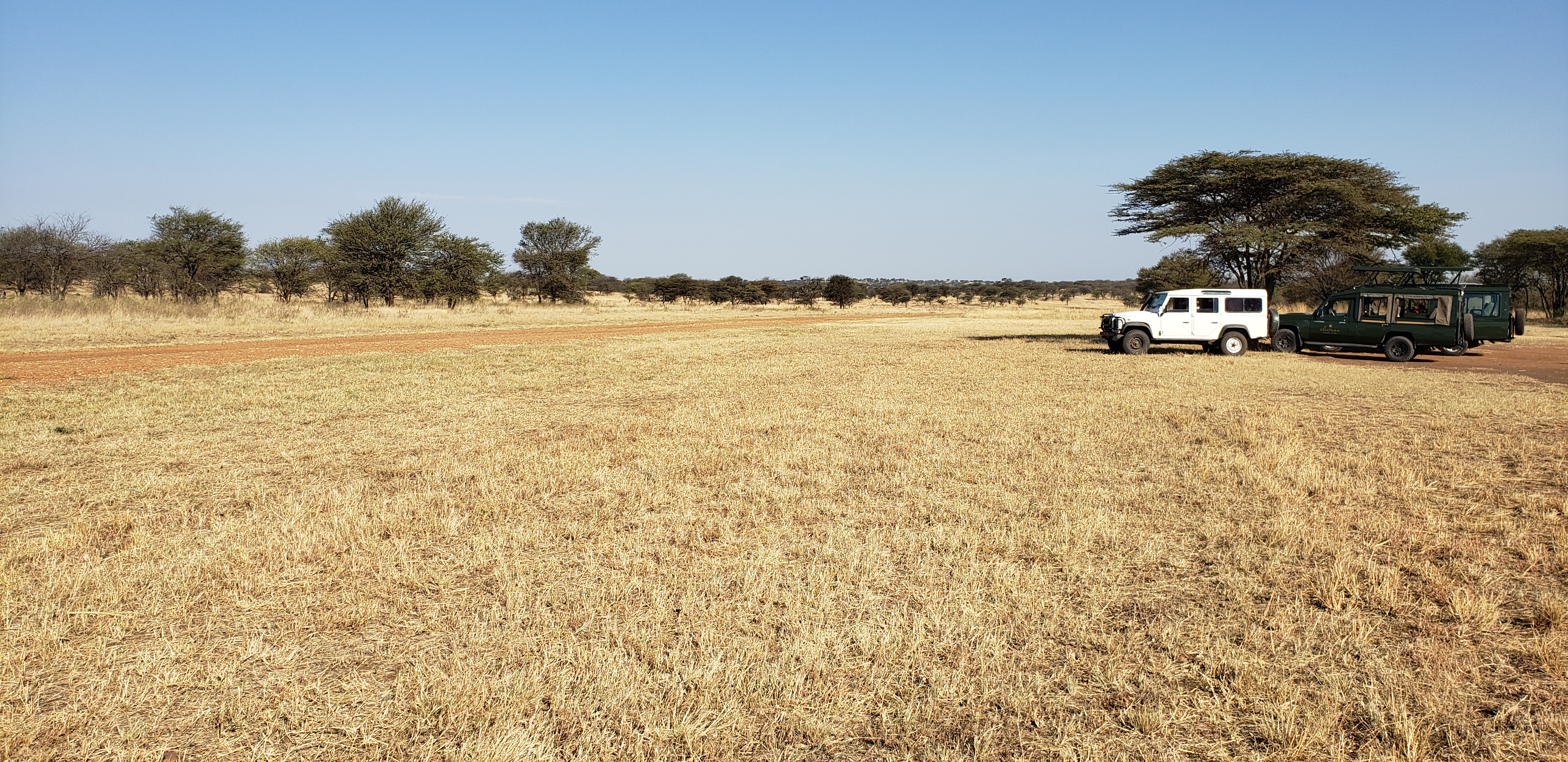
Landepiste im Serengeti-Nationalpark

### Verkehr
- Straßen: Im Distrikt gibt es 180 Kilometer Hauptstraßen, 220 Kilometer Regionalstraßen und 800 Kilometer Nebenstraßen. In der Regenzeit sind etwa 70 Prozent der Straßen passierbar.[18] Die wichtigste Verbindung ist die Nationalstraße T17, die die Regionshauptstadt Musoma im Westen mit Arusha im Osten verbindet.
- Flugverkehr: Die fünf Naturpisten Lobo, Seronera, Fort Ikoma, Sasakwa Hill und Burunga verbinden den Distrikt mit dem Lokalflughafen in der Regionshauptstadt Musoma.[18]